# William Levy
William Levy (Havana, 29. kolovoza 1980.) je američko-meksički glumac kubanskog podrijetla.

## Životopis
Willliam Levy odrastao je na Kubi. Prije nego što je napunio 15 godina, legalno se odselio u Sjedinjene Države jer je njegov očuh stekao politički azil i uspio odvesti svoju obitelj s Kube. Studirao je glumu u Miamiju, Los Angelesu i Meksiku. Bio je model agencije Next Models, a kasnije je sudjelovao u dvije televizijske emisije emitirane na Telemundu: Isla de la tentación i Protagonistas de novela 2. U Protagonistas de novela 2 upoznao je američko-meksičku glumicu Elizabeth Gutiérrez s kojom je dobio sina Christophera Alexandera 2006. godine i kćer Kailey Alexandru 2010.godine. U srpnju 2009. godine prešao je na katoličanstvo. Usvojio je 36 djece preko meksičke fondacije "Jedan kilogram pomoći".

## Karijera
Karijeru glumca započeo je u telenovelama u Miamiju, radeći u produkcijskoj kući Venevisión Internacional izvorno emitirana u SAD-u od strane latino mreže Univision. Debitirao je u telenoveli Olvidarte jamás u kojoj su glavni glumci bili  Sonya Smith i Gabriel Porras. Kasnije je glumio u telenoveli Mi vida eres tú u kojoj su glavni glumci bili Scarlet Ortiz i Jorge Aravena. Njegov sljedeći projekat bio je u telenoveli Acorralada, gdje je glumio s Marianom Torres. U toj telenoveli glumio je Larry Irazabala, brata Maximiliana Irazabala kojeg je glumio David Zepeda. Producentica Carla Estrada mu je pružila priliku da glumi u Televisinoj telenoveli Pasión u kojoj su glavni glumci bili Susana González y Fernando Colunga. Prvu glavnu ulogu dobiva u telenoveli Cuidado con el ángel, uz Maite Perroni. Prema američkom časopisu Entertainment Weekly, telenovela je oborila sve rekorde gledanosti u SAD-u. Producentica Carla Estrada mu dodjeljuje glavnu ulogu u telenoveli Sortilegio uz Jacqueline Bracamontes.  Godine 2010. dobiva glavnu ulogu u telenoveli Triunfo del amor uz Maite Perroni. Godine 2013. dobiva glavnu ulogu u telenoveli La tempestad uz Ximenu Navarrete. Od 2014. godine glumi u Hollywoodskim filmovima i serijama.

## Filmografija

### Uloge u telenovelama
Zauvijek zajedno (2023.-2024.) - Santiago Zepeda 
Oluja (2013) - Capitán Damián Fabré / Michel Fabré
Trijumf ljubavi (2010/11) - Maximiliano Sandoval Montenegro
Magična privlačnost (2009) - Alejandro Lombardo Villavicencio
Oprezno s anđelom(2008/09) - Juan Miguel San Román Bustos
Strast (2007/08) - Vasco Darién
Zamka (telenovela) (2007) - Larry Irazábal Alarcón
Mi vida eres tú (2006) - Federico
Olvidarte jamás (2005) - Germán

### Uloge u filmovima
Resident Evil (2017) - Christian
Addicted (2014) - Quentin Matthews
The Single Moms Club (2014) - Manny
Retazos de vida (2008) - Thiago

### Uloge u kazalištu
Perfume de Gardenia (2011)
Un amante a la medida/Un amante perfecto (2009/10)